# Hydrolyse
Hydrolyse er en proces, hvor et molekyle reagerer med vand og opløses i mindre molekyler.
I organisk kemi er hydrolyse en kemisk reaktion, hvor et organisk molekyle (kemisk stof der indeholder C-atomer) bliver spaltet til to organiske molekyler under vandoptagelse. Den modsatte reaktion i organisk kemi er kondensation, hvor der bliver dannet et vandmolekyle hver gang to andre molekyler går sammen.
I uorganisk kemi bliver ordet hydrolyse ofte brugt om opløste salte og de kemiske reaktioner, hvor de bliver omdannet.
I biokemien katalyseres hydrolyse af hydrolaser.

## Etymologi
Hydrolyse kommer fra oldgræsk ὕδωρ (hydor), der betyder vand, og græsk λύσις, (lusis) fra luein, der betyder at skille.